# Nykøbingkredsen (Sjælland)
 Må ikke forveksles med Nykøbing Falster-kredsen.
Nykøbingkredsen, undertiden også benævnt Nykøbing Sjælland-kredsen for at undgå forveksling med Nykøbing Falster-kredsen, var fra 1970 til 2007 en opstillingskreds i Vestsjællands Amtskreds. Kredsen dækkede Bjergsted Kommune, Dragsholm Kommune, Nykøbing-Rørvig Kommune, Svinninge Kommune og Trundholm Kommune.
Fra 1920 til 1970 var Nykøbingkredsen en del af Holbæk Amtskreds.
Blandt folketingsmedlemmer valgt i kredsen er Jacob Jensen og Birte Weiss.